# Sara Nuru
Sara Nuru (sinh ngày 19 tháng 8 năm 1989 tại Erding, Tây Đức) là một người mẫu thời trang người Đức. Cô là người chiến thắng trong mùa thứ tư của Next Top Model của Đức.

## Sự nghiệp

Sara Nuru trong vai Scheherazade, trên một bảng quảng cáo cho chương trình khai mạc Life Ball 2013 tại Vienna.

Trong thời gian học trung học, một người bạn của Nuru đã thuyết phục cô tham gia buổi casting thứ tư của chương trình Topmodel tiếp theo của Đức tại Munich. Nuru được chọn là một trong những người vào chung kết và giành được công việc cho Sony Ericsson và Gillette trong cuộc thi. Vào ngày 21 tháng 5 năm 2009, Nuru được công bố là người chiến thắng của chu kỳ thứ tư và là người chiến thắng đầu tiên ở Ethiopia. Không giống như ba người chiến thắng trước đây của Next Topmodel của Đức, Nuru đã không giành được hợp đồng người mẫu với IMG Model, nhưng với Heidi Klum GmbH, người quản lý là cha của Heidi, Günther Klum.

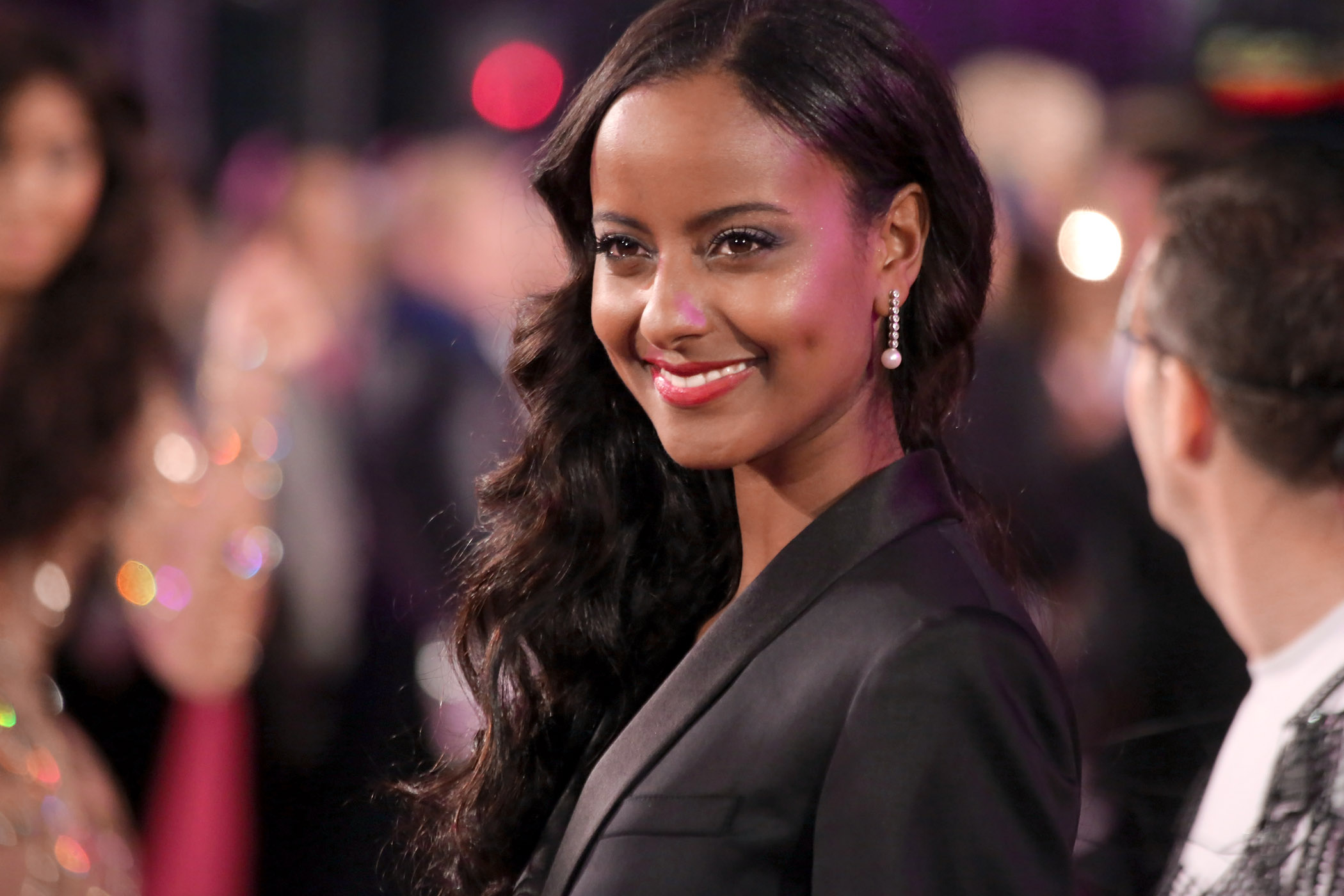
Sara Nuru tại Life Ball 2013.

Trước khi Nuru giành được Topmodel tiếp theo của Đức, cô đã có cơ hội tích lũy kinh nghiệm làm người mẫu cho các nhà thiết kế thân thiện sau khi cô được một nhiếp ảnh gia tiếp cận khi cô 15 tuổi. Cô xuất hiện trong một chương trình thời trang được tổ chức tại Dresden, nơi cũng có người chiến thắng của vòng 3 Jennifer Hof.
Năm 2009, Nuru bắt đầu sự nghiệp người mẫu. Cô đi dạo trong các buổi trình diễn tại London Fashion Week London, New York Fashion Week New York, Milan Fashion Week Milan và Berlin Fashion Week Berlin, như Escada Laurèl, Guido Maria Kretschmer, Gant, Cesar Galindo NY, Custo Barcelona và Roberto Cavalli.